# Nyssodesmus antius
Nyssodesmus antius är en mångfotingart som först beskrevs av Chamberlin 1914.  Nyssodesmus antius ingår i släktet Nyssodesmus och familjen Platyrhacidae. Inga underarter finns listade i Catalogue of Life.